# Myrichthys colubrinus
Myrichthys colubrinus är en fiskart som först beskrevs av Boddaert, 1781.  Myrichthys colubrinus ingår i släktet Myrichthys och familjen Ophichthidae. Inga underarter finns listade i Catalogue of Life.